# Кубок Росії з футболу 2014—2015
Кубок Росії з футболу 2014–2015 — 23-й розіграш кубкового футбольного турніру в Росії. Титул вшосте здобув Локомотив (Москва).

## Календар
| Раунд           | Дата                      | Матчі | Клуби    |
| --------------- | ------------------------- | ----- | -------- |
| Перший раунд    | 8 липня - 12 серпня 2014  | 17    | 105 → 88 |
| Другий раунд    | 15 липня - 16 серпня 2014 | 25    | 88 → 63  |
| Третій раунд    | 6-23 серпня 2014          | 15    | 63 → 48  |
| Четвертий раунд | 30-31 серпня 2014         | 16    | 48 → 32  |
| 1/16 фіналу     | 23-25 вересня 2014        | 16    | 32 → 16  |
| 1/8 фіналу      | 29-30 жовтня 2014         | 8     | 16 → 8   |
| 1/4 фіналу      | 2-3 березня 2015          | 4     | 8 → 4    |
| 1/2 фіналу      | 29 квітня 2015            | 2     | 4 → 2    |
| Фінал           | 21 травня 2015            | 1     | 2 → 1    |

## 1/16 фіналу
| Команда 1                         | Рахунок         | Команда 2               |
| --------------------------------- | --------------- | ----------------------- |
| 23 вересня 2014                   |                 |                         |
| Зміна (Комсомольськ-на-Амурі) (3) | 0:1             | Спартак (Москва)        |
| 24 вересня 2014                   |                 |                         |
| Промінь-Енергія (2)               | 0:2             | Рубін (Казань)          |
| Газовик (Оренбург) (2)            | 2:1             | Терек                   |
| Хімік (Дзержинськ) (2)            | 1:2             | ЦСКА (Москва)           |
| Єнісей (2)                        | 2:3 дч          | Уфа                     |
| Сибір (2)                         | 1:3             | Локомотив (Москва)      |
| Рязань (3)                        | 1:2             | Мордовія (Саранськ)     |
| Крила Рад (Самара) (2)            | 3:1             | Урал (Єкатеринбург)     |
| Анжі (Махачкала) (2)              | 1:2             | Зеніт (Санкт-Петербург) |
| Волгар (2)                        | 0:1             | Арсенал (Тула)          |
| Сизрань-2003 (3)                  | 3:0             | Ростов (Ростов-на-Дону) |
| Балтика (2)                       | 1:2             | Кубань (Краснодар)      |
| 25 вересня 2014                   |                 |                         |
| Тосно (2)                         | 0:0 дч пен. 4:2 | Амкар (Перм)            |
| Сокіл (2)                         | 0:5             | Краснодар               |
| Шинник (Ярославль) (2)            | 2:0             | Динамо (Москва)         |
| Факел (Воронеж)(3)                | 1:2 дч          | Торпедо (Москва)        |

## 1/8 фіналу
| Команда 1               | Рахунок | Команда 2              |
| ----------------------- | ------- | ---------------------- |
| 29 жовтня 2014          |         |                        |
| ЦСКА (Москва)           | 2:0     | Торпедо (Москва)       |
| Уфа                     | 0:1     | Локомотив (Москва)     |
| Сизрань-2003 (3)        | 0:1     | Газовик (Оренбург) (2) |
| Зеніт (Санкт-Петербург) | 2:3 дч  | Арсенал (Тула)         |
| Кубань (Краснодар)      | 3:0     | Тосно (2)              |
| 30 жовтня 2014          |         |                        |
| Мордовія (Саранськ)     | 5:1     | Шинник (Ярославль) (2) |
| Краснодар               | 1:3     | Крила Рад (Самара) (2) |
| Рубін (Казань)          | 2:0 дч  | Спартак (Москва)       |

## 1/4 фіналу
| Команда 1          | Рахунок         | Команда 2              |
| ------------------ | --------------- | ---------------------- |
| 2 березня 2015     |                 |                        |
| ЦСКА (Москва)      | 1:0             | Крила Рад (Самара) (2) |
| Кубань (Краснодар) | 1:0             | Мордовія (Саранськ)    |
| 3 березня 2015     |                 |                        |
| Арсенал (Тула)     | 0:1 дч          | Газовик (Оренбург) (2) |
| Локомотив (Москва) | 0:0 дч пен. 4:2 | Рубін (Казань)         |

## Півфінали
| Команда 1              | Рахунок         | Команда 2          |
| ---------------------- | --------------- | ------------------ |
| 29 квітня 2015         |                 |                    |
| Газовик (Оренбург) (2) | 1:1 дч пен. 3:4 | Локомотив (Москва) |
| Кубань (Краснодар)     | 1:0             | ЦСКА (Москва)      |

## Фінал
| 21 травня 2015 18:00 (CET) |

| Локомотив (Москва)                    | 3:1 дч   | Кубань (Краснодар) |
| ------------------------------------- | -------- | ------------------ |
| Ніассе 73' Буссуфа 104' Міранчук 111' | Протокол | Ігнатьєв 28'       |

| Центральний стадіон, Астрахань Глядачів: 14 300 Арбітр: Владислав Безбородов |